# Manuel Álvarez (pintor)
Manuel Álvarez (1923-2013) fue un pintor argentino, que se destacó en el arte geométrico.
Recibió parte de su formación artística en París junto con Emilio Petorutti. Formó parte del grupo de arte geométrico llamado Arte Nuevo, junto con Luis Tomasello, Gregorio Vardánega y Ana Sacerdote.
Desarrolló la mayor parte de su actividad en la década de 1950. Ha realizado exposiciones en el Instituto Di Tella, en el Museo Nacional de Bellas Artes, en el Centro Cultural Recoleta, y en otros salones y galerías. También participó en la Bienal de Venecia en 1956.
Incorporó la vibración del color en 1959, siendo pionero en el optical art. Realizó su serie de las ciudades en la década de 1960, y su serie del tiempo en la década de 1970. Comenzaría luego a incorporar un color más despojado en sus trabajos.